# 岡本竜汰
岡本 竜汰（おかもと りゅうた、1974年7月28日 - ）は日本の俳優・モデル。東京都国立市出身。ニュートラルマネジメント （NMT inc.）代表取締役。本名：岡本 浩太郎（おかもと こうたろう）

## 来歴
東京都国立市出身。中学校から高校まで大阪府で過ごし、専修大学法学部在学中に雑誌「MEN'S CLUB」でレギュラーモデルとして活動し、2000年に単身で香港やシンガポールに渡り、アジア圏でも活躍。帰国後、研音に所属して俳優活動に軸足を移し、芸能界引退後の2009年にモデル事務所「SUPERBALL」を設立し、現在は東京都でニュートラルマネジメント（NMT inc.）の代表取締役を務めている。

## 人物
- 身長183cm、体重68kg
- 語学（英・中）が堪能（公式ブログより）。
- 陸上競技（短距離）の経験がある[4]。
- 大学時代、塾講師をしていて中学生に人気を博した（公式ブログより）。
- 趣味はキックボクシングと海外旅行（日本タレント名鑑より）。
- 読書好きで、中でも夏目漱石の「こころ」が愛読書（公式ブログより）。
- 曾祖父が小説家の嵯峨の屋おむろ（公式ブログより）。

## 出演

### ドラマ
連続ドラマ・レギュラー出演作品
- CX「救命病棟24時（第2シーズン）」の第8話でドラマデビュー。
- TBS「こちら本池上署シリーズ(1〜5)」 - 鈴木祐一郎 役
- CX「アルジャーノンに花束を」 - 柳元 役
- CX「医龍-Team Medical Dragon-」 - 三宅 役
- TBS「50周年特別企画 水戸黄門スペシャル」 - 徳川綱豊 役（ゲスト主役）

上記以外のドラマ出演作品
- NTV「レッツ・ゴー永田町」レギュラー
- CX「美女か野獣」第二話ゲスト
- EX「独身3」第四話ゲスト
- 特捜刑事・遠山怜子2（2004年） - 米倉亮一
- NTV「メッセージ〜言葉が裏切っていく〜」レギュラー
- CX「離婚弁護士II〜ハンサムウーマン〜」第四話ゲスト
- EX警視庁捜査一課9係（2006年） -  恩田亮介 役
- EX「名奉行!大岡越前」第五話ゲスト

### 映画
- 「雪に願うこと」（東京国際映画祭で史上初の四冠を獲得）　富永役
- 「LIMIT OF LOVE海猿」　海上保安官役
- 濱口竜介監督作品の「PASSION」で主演し、サン・セバスチャン国際映画祭で新人部門にノミネート。また、東京フィルメックス映画祭に招待された。

### 舞台
- チェーホフ「三人姉妹」（TPT）：ローデ役
- シェークスピア「夏の夜の夢」（MOBA）：シーシュース公役
- 三島由紀夫「黒蜥蜴」（TPT）：堺役
- 「恋のカーニヴァル」(PARCO）
- 「暗くなるまで待って」（NTV）：サム役

### ラジオ
- QR「岡本竜汰のまるごとステーション」
- TFM「10ナイトストーリーズ」

### バラエティー
- 最強の男は誰だ!壮絶筋肉バトル!!スポーツマンNo.1決定戦（TBS）
- ぐるぐるナインティナイン（日本テレビ）

### 主なCM作品
- ツーカーセルラーフォン「ツーカー」(2000年）
- チェースマンハッタン「チェースカード」(2001年）
- 日経BP社「日経エンターテインメント」(2002年）
- ケンタッキーフライドチキン「クリスマスバーレル」(2003年）
- 秋葉原電気振興会「秋葉原電気街祭り」（2004年）
- ケイオプティコム「イオウィッシュ」（2005年）
- エドウィン「サムシング　ビーナスレッグ」(2006年)
- コーセー「ルミナス」（2007年）
- 資生堂「エリクシールシュペリエル」（2008年）
- アサヒビール「スタイルフリー」(2008年)

### スチール・雑誌
- 雑誌「MEN'S CLUB」レギュラーモデル（1998〜2004）
- 髙島屋「ラフィネールアッシュ」イメージキャラクター(2002年）
- ONWARD「23区オム／スポーツ」イメージキャラクター(2008年）